# Bibliothèque de l'Assemblée nationale
Bibliothèque de l'Assemblée nationale (česky Knihovna Národního shromáždění) je knihovna v Paříži umístěná v Bourbonském paláci, sídle francouzského Národního shromáždění. Knihovna je určena pro poslance.
Knihovna byla založena 4. března 1796 a její fondy byly vytvořeny ze zabavených šlechtických knihoven během Francouzské revoluce. Obsahuje mnoho cenných dokumentů. K nejvzácnějším patří soudní spisy Johanky z Arku, rukopisy Jeana Jacquese Rousseaua, tzv. Codex Borbonicus původem ze středního Mexika, sbírka bust poslanců, kterou vytvořil Honoré Daumier, návrh ústavy anotovaný Robespierrem, rukopis Marseillaisy aj. Celkem má knihovna k dispozici 600 000 děl ve francouzštině, především z oblasti práva, politických věd, historie, ekonomie a sociálních věd, dále 670 periodik, 220 deníků (včetně lokálních mutací). Ve starých fondech je uloženo 1900 rukopisů, z čehož je 80 inkunábulí.
Knihovní sál v 19. století vyzdobil Eugène Delacroix. Alegorické malby představují Vědu, Filozofii, Legislativu, Teologii a Poezii.
V roce 2009 knihovna Národního shromáždění a Francouzská národní knihovna uzavřely dohodu o spolupráci. Dohoda obsahuje elektronické zpřístupnění katalogu z let 1789-1920 a digitalizaci vzácných dokumentů, např. rukopisy J.-J. Rousseaua. 